# ذعر النحاس 1789
كان ذعر النحاس في عام 1789 بمثابة أزمة نقدية في بدايات الولايات المتحدة، في ظل رئاسة جورج واشنطن، نتجت عن التدهور وفقدان الثقة في العملات النحاسية.
بعد الثورة الأمريكية، بدأت العديد من الولايات في سك عملاتها المعدنية إلى حد كبير من النحاس. في البداية، كانت العملات المعدنية مقبولة على نطاق واسع ونادراً ما تم إعاقة استخدامها، في حين قوبلت عدة محاولات من قبل الإمبراطورية البريطانية لإدخال عملات معدنية جديدة إلى الأمريكتين بالمقاومة. لعدة سنوات، كانت هناك مستويات عالية من الثقة في هذه العملات المعدنية ومعرفة أنها كانت من النحاس عالي الجودة.
مع بدء المزيد من المزيفين في الإنتاج وتسببوا في أن تضطر دور السك إلى تخفيض عملاتها المعدنية للبقاء في العمل، بدأت قيمة النحاس في الانخفاض. تم تمرير العديد من القوانين خلال هذه الفترة الزمنية، بما في ذلك حظر اعتبار العملات المعدنية المتداعية كعملة قانونية. حظرت ولاية نيويورك تداول العملات النحاسية تمامًا. أعلنت ولاية نيو جيرسي في عام 1787 أنها لن تقبل بعد الآن أي مناقصة قانونية للولايات الأخرى لأي ديون. أدى هذا إلى زيادة انخفاض أسعار النحاس، مما أجبر العديد من دور السك على الإغلاق، ولم يتبق سوى المزورين الذين أنتجوا عملات معدنية منخفضة الجودة للغاية.
بحلول عام 1789، كان السوق قد غمر بالكامل بالنحاس الفاسد الذي كان غير قانوني رسميًا مما تسبب في فقدان المواطنين كل ثقتهم به. حاولت الحكومة الفيدرالية تقييم العملات بـ 48 عملة نحاسية للشلن، لكن التجار رفضوا التعاون وأصبحت العملات المعدنية عديمة القيمة تمامًا تقريبًا. في ذروة التدهور، كان هناك معدل تضخم بنسبة 430٪ للنحاس وتوقفت التجارة، مما أجبر العديد من الشركات والمصنعين على الإغلاق.
تم تخفيف الوضع عندما بدأ بنك فيلادلفيا في إصدار الأوراق النقدية الورقية لتحل محل العملات النحاسية. سعت حكومات الولايات إلى التعاون مع الخطة وبالتالي أنشأت العملة الورقية الصغيرة كوسيلة نشطة للتجارة. مع عودة الاستقرار إلى الاقتصاد، ارتفعت قيمة النحاس مرة أخرى، حتى عادت تقريبًا إلى القيم الطبيعية في معظم المناطق. بدأت التجارة في الازدهار مرة أخرى مع استعادة الثقة في النظام النقدي. كان هذا الحدث إلى حد كبير عاملاً في قيام الحكومة الفيدرالية بوضع معيار أقوى للعملة الفيدرالية وبدء المزيد من الضرائب الفيدرالية لتمكين سلطة مركزية.